# Rodri (Fußballspieler, 1990)
Rodri, bürgerlich Rodrigo Ríos Lozano (* 6. Juni 1990 in Soria), ist ein spanischer Fußballspieler.

## Karriere
Rodri begann seine Karriere bei La Motilla und kam 2007 in die Jugend des FC Sevilla. 2011 wechselte er in die zweite Mannschaft des FC Barcelona. Nach einer Saison folgten jeweils einjährige Leihen in die Football League Championship zu Sheffield Wednesday und in die Primera División zu Real Saragossa und UD Almería.
Zu Beginn der Saison 2014/15 ging Rodri zum TSV 1860 München. Sein Debüt gab er am 20. September 2014, als er beim 1:1 im Heimspiel gegen den FC Ingolstadt 04 in der 60. Spielminute für Edu Bedia eingewechselt wurde. Sein erstes Tor für den TSV 1860 erzielte er am 20. März 2015 mit dem Ausgleichstreffer in der 75. Spielminute zum 1:1 gegen den VfR Aalen.
Zur Saison 2015/16 wurde Rodri für ein Jahr an Real Valladolid verliehen und erzielte in 34 Spielen in der Segunda División vier Treffer. Sein bis 2017 laufender Vertrag bei 1860 München wurde im Juli 2016 vorzeitig aufgelöst. Anschließend schloss er sich dem spanischen Zweitligisten FC Córdoba an. Bis 2021 folgten die Stationen Cultural Leonesa, FC Granada, ein kurzes Gastspiel bei Bristol City und schließlich Real Oviedo. Vom 6. Februar bis zum 28. Mai 2022 bestritt er 14 Punktspiele für den Drittligisten UD Logroñés. In der Folgesaison wechselte er zum Ligakonkurrenten AD Ceuta FC, für den er am 20. November 2022 (12. Spieltag) bei der 0:2-Niederlage im Auswärtsspiel gegen Mérida AD sein Ligadebüt gab.